# Uganda i olympiska sommarspelen 1972
Uganda deltog med 33 deltagare vid de olympiska sommarspelen 1972 i München. Totalt vann de en guldmedalj
och en silvermedalj.

## Medaljer

### Guld
- John Akii-Bua - Friidrott, 400 meter häck.

### Silver
- Leo Rwabwogo - Boxning, flugvikt.